# Camilo Casal Fernández
Antonio Camilo Casal Fernández (Ferrol, 26 de maig de 1963) és un exfutbolista gallec, que ocupava la posició de davanter.

## Trajectòria
Va començar a despuntar al Racing de Ferrol. L'estiu de 1983 fitxa pel Celta de Vigo. Hi romandria sis temporades a l'equip de Balaídos, alternant entre la Segona i la primera divisió, categoria en la qual debuta a la temporada 85/86. No va arribar a consolidar-se com a titular al Celta, tot i que gaudeix de força minuts.
El 1989 marxa al CA Osasuna, on qualla una primera temporada discreta seguida d'una altra en la qual només hi apareix en quatre ocasions. Tampoc hi jugaria massa a l'Albacete Balompié (91/92) i a la SD Compostela (92/93).
La temporada 93/94 retorna al Racing de Ferrol, amb qui disputa dues temporades a la Segona Divisió B abans de penjar les botes.